# Николаев, Семён Павлович
Семён Павлович Николаев (род. 1983, Зеленодольск, Татарстан) – российский военнослужащий, полковник. Заместитель командующего 36-й общевойсковой армией. Бывший командир 5-й отдельной гвардейской танковой бригады. Герой Российской Федерации (2025).

## Биография
Родился в 1983 году в Зеленодольске.
В 2000 году окончил Казанское суворовское училище. В 2005 году – Казанское высшее танковое командное училище. После окончания обучения проходил службу в Московской области.
С 2020 года по 2022 год принимал участие в российской военной операции в Сирии, где занимал должность заместителя командира бригады.
С декабря 2022 года участвует в российском нападении на Украину.
«Закрытым» Указом президента Российской Федерации от 25 марта 2025 года за мужество и героизм, проявленные при исполнении воинского долга, гвардии полковнику Семёну Павловичу Николаеву присвоено звание Героя Российской Федерации. 8 мая 2025 года министр обороны РФ Андрей Белоусов в Москве в Национальном центре управления обороной Российской Федерации вручил Семену Николаеву медаль «Золотая Звезда».

## Семья
Женат, воспитывает двоих детей.

## Награды
- Герой России (2025)
- Орден Мужества
- Медаль Жукова
- Медаль ордена «За заслуги перед Отечеством» II степени